# Leucania latiuscula
Leucania latiuscula là một loài bướm đêm trong họ Noctuidae.